# United Health Group
United Health Group Incorporated, av företaget skrivet UnitedHealth Group Incorporated, är ett amerikanskt multinationellt företag inom hälso- och sjukvård och som erbjuder aktiv hälsostyrning och sjukförsäkringar till kunder i 130 länder världen över. De har verksamheter i bland annat Brasilien, Filippinerna, Indien, Irland, Storbritannien och USA. I första kvartalet av 2021 hade de omkring 49,5 miljoner kunder knutna till sig. Företaget hade året innan en marknadsandel på 15% av den amerikanska marknaden, vilket gjorde att United Health var då USA:s största försäkringsbolag rörande sjukförsäkringar.
Huvudkontoret ligger i Minnetonka i Minnesota.

## Historik
Företaget har sitt ursprung från 1974 när Richard T. Burke grundade företaget Charter Med Incorporated, bara tre år senare grundade han United Healthcare för att ha som ett förvaltningsbolag till Charter Med. År 1984 blev man ett publikt aktiebolag. År 1998 omorganiserades företaget till att vara förvaltningsbolag till de oberoende hälsoföretagen Americhoice, Ingenix, Ovations, Specialized Care Services och Uniprise, samtidigt fick företaget också sitt nuvarande namn.